# Bryan Spring
Bryan Spring (* 24. August 1945 in London) ist  ein britischer Schlagzeuger des Modern Jazz.

## Leben und Wirken
Spring begann als Sechsjähriger mit dem Schlagzeugspiel. Von einigen Übungsstunden bei Philly Joe Jones abgesehen ist er Autodidakt. Zwischen 1965 und 1978 gehörte er unterschiedlichen Formationen von Stan Tracey an. Daneben spielte er von 1967 bis 1969 bei Frank Ricotti; außerdem war er 1972 Mitglied von Klaus Doldingers Passport und 1974 für einige Monate von Nucleus. 1975 gründete er mit Don Weller ein gemeinsam geleitetes Quartett, das in den 1980er Jahren auch mit Hannibal Marvin Peterson durch Großbritannien tourte. Seit den frühen 1990er Jahren hat er ein eigenes Trio mit dem Pianisten Mark Edwards und dem Bassisten Andy Cleyndert. Er hat weiterhin mit Keith Tippett, Jean-Luc Ponty, Joe Williams, Tubby Hayes, George Coleman und Charlie Rouse gearbeitet.

## Diskographische Hinweise
- Joe Harriott / Amancio D’Silva Quartet Hum Dono (1969, mit Ian Carr, Norma Winstone, Dave Green)
- Stan Tracey Ocett The Early Works (1976, 1978)
- Alan Skidmore East to West (1989, 1992)
- Bryan Spring The Spirit of Spring (2004, mit Mark Edwards, Andy Cleyndert)

## Lexikalischer Eintrag
- Ian Carr, Digby Fairweather, Brian Priestley: Rough Guide Jazz. Der ultimative Führer zur Jazzmusik. 1700 Künstler und Bands von den Anfängen bis heute. Metzler, Stuttgart/Weimar 1999, ISBN 3-476-01584-X.